# Aimé Puech
Aimé Pierre Puech, né le 19 décembre 1860 à Béziers et mort le 17 décembre 1940 à Paris, est un helléniste, latiniste et historien du christianisme français.

## Biographie
Élève de l'École normale supérieure (promotion 1878), il est reçu premier à l'agrégation de lettres en 1881. Il est ensuite professeur de rhétorique au lycée de Saint-Quentin en 1882 puis maître de conférences de latin à la Faculté des lettres de Rennes en 1883.
Le 2 mars 1888, il soutient ses deux thèses de doctorat ès lettres à la Faculté de Paris. La première, en français, s'intéresse à la poésie latine du IVe siècle, avec Prudence comme objet principal d'étude. La deuxième, en latin, se penche sur l'échange épistolaire entre Paulin de Nole et le poète Ausone qui l'a éduqué. De 1889 à 1898, Aimé Puech participe à quatorze soutenances de thèses de doctorat, en qualité de membre du jury.
Sa carrière universitaire se poursuit puisqu'en 1892, il est maître de conférences de grec à la Faculté des lettres de Montpellier et en 1893, il devient maître de conférences de langue et littérature grecques à la Faculté des lettres de Paris. En 1904, il enseigne à l'École normale supérieure puis il y devient professeur de poésie grecque en 1911.
En 1916, il reçoit le prix Archon-Despérouses.
Membre de l'Académie des Inscriptions et Belles-Lettres de 1923-1940 (dont il est le président en 1931). Il est également directeur de la Fondation Thiers de 1934 à 1940.
Membre et président de l'Association Guillaume Budé.

## Œuvres
- Prudence: étude sur la poésie latine chrétienne au IVe siècle, Paris, Hachette, 1888 (lire en ligne)
- St Jean Chrysostome et les mœurs de son temps : un réformateur de la société chrétienne au IVe siècle, Paris, Hachette, 1891 (lire en ligne)
- Saint Jean Chrysostome (344-407), Paris, Victor Lecoffre, 1905 (lire en ligne)
- Recherches sur le Discours aux Grecs de Tatien, suivies d'une traduction française du Discours avec notes, Paris, F. Alcan, 1903 (lire en ligne)
- Les apologistes grecs du IIe siècle de notre ère, Paris, Hachette, 1912 (lire en ligne)
- Histoire de la littérature grecque chrétienne : depuis les origines jusqu'à la fin du IVe siècle : Le Nouveau Testament, t. I, Paris, Les Belles Lettres, 1928 (lire en ligne)
- Histoire de la littérature grecque chrétienne : depuis les origines jusqu'à la fin du IVe siècle : Le IIe et le IIIe siècles, t. II, Paris, Les Belles Lettres, 1928 (lire en ligne)
- Histoire de la littérature grecque chrétienne : depuis les origines jusqu'à la fin du IVe siècle : Le IVe siècle, t. III, Paris, Les Belles Lettres, 1930 (lire en ligne)
- Les Philippiques de Démosthène: étude et analyse, Paris, Mellottée, 1929
- L'Iliade, étude et analyse, Paris, Mellottée, 1932

## Traductions
- Pindare, Olympiques, t. I, Les Belles Lettres, 1922 (lire en ligne)
- Pindare, Pythiques, t. II, Les Belles Lettres, 1922 (lire en ligne)
- Pindare, Néméennes, t. III, Les Belles Lettres, 1923 (lire en ligne)
- Pindare, Isthmiques et Fragments, t. IV, Les Belles Lettres, 1923 (lire en ligne)
- Sapho et Alcée, Fragments. Texte établi et traduit par Th. Reinach avec la collaboration de A. Puech, Les Belles Lettres, 1937
- Marc Aurèle (trad. Ildephonse Amédée Trannoy, préf. Aimé Puech), Pensées, Paris, Les Belles lettres, 1925, 148 p.